# Râul Pocloș
Râul Pocloș (în maghiară Poklos patak) este un curs de apă, afluent al râului Mureș. 

## Istoric
Regularizarea pârâului Poklos a reprezentat o preocupare prioritară a municipalității, mai ales după ce centrul administrativ urma să fie dezvoltat în apropierea pârâului, iar intravilanul construit al orașului a depășit linia pârâului. Lucrări minore de regularizare au fost realizate în 1905 în zona cartierului Budai de astăzi, iar podul în zona străzii Gheorghe Doja a fost realizat între 1905–1906. Lucrările de regularizare au fost continuate în 1912 pe tronsonul extins până la strada Budai Nagy Antal de astăzi. Preocuparea orașului pentru continuarea regularizării a rămas constantă de-a lungul timpurilor.

## Hărți
- Harta județului Mureș